# Agorafobie
Agorafobia se definește prin teama de a fi singur în anumite situații sau locuri, mai ales în locuri publice, care nu pot fi părăsite imediat, sau în care ajutorul poate să nu fie disponibil într-un eventual atac de panică.
Termenul agorafobie, care derivă din cuvintele grecești agora (ἀγορά) – piață și phobia (φόβία) – frică, a fost inițial folosit pentru a desemna o teamă patologică de spații deschise, întinse, de piețe, de locurile publice. 
Elementul esențial al agorafobiei îl constituie teama, în legătură cu faptul de a se afla în locuri și/sau situații din care scăparea poate fi dificilă sau jenantă, sau în care nu este disponibil ajutorul într-un eventual atac de panică ori a unor simptome similare panicii (frica de a nu avea un atac subit de amețeală ori un atac de diaree). Teama, duce de regulă la evitarea unor situații și locuri, de exemplu de a fi singuri în afara casei (în supermagazine, străzi circulate, teatre, biserici), de a se afla singuri într-o mulțime, a călători singuri cu automobilul, autobuzul sau avionul, ori a se afla singuri pe un pod sau într-un ascensor. Uneori, indivizii pur și simplu nu își părăsesc casa, sau se tem să fie singuri acasă. Unii indivizi sunt capabili să se expună ei înșiși situațiilor sau locurilor temute, dar îndură aceste experiențe cu o teamă considerabilă. Adesea, individul este mai capabil să se confrunte cu situația sau locul temut, atunci când este însoțit de cineva (soț/ soție, persoane cunoscute). Evitarea de către indivizi a situațiilor și locurilor publice, le poate afecta capacitatea de a se deplasa la serviciu ori de a-și îndeplini responsabilitățile domestice (de ex., mersul la cumpărături, ducerea copiilor la medic sau grădiniță).
Debutul agorafobiei apare la vârsta de 18-35 de ani, iar primul episod apare brusc într-o anumită circumstanță, atrage după sine anxietatea și apare comportamentul de evitare. Pe măsură ce agorafobia progresează, pacienții devin din ce în ce mai dependenți de familie. Agorafobia este cea mai frecventă tulburare fobică, având o prevalență de 5-3%. 2/3 din bolnavii cu agorafobie sunt femei. 
Agorafobia se numără printre cele mai grave tulburări psihice, întrucât interferează cu funcționalitatea individului în societate și în situațiile din locuri deschise sau cu responsabilitățile domestice. Datorită evoluției sale, de cele mai multe ori, agorafobia este destul de refractară la tratament anxiolitic sau psihoterapeutic.

## Articole conexe
- Fobie
- Lista alfabetică a fobiilor